# Несостоявшееся французское вторжение в Великобританию (1708)
Несостоявшееся французское вторжение в Великобританию 1708 года, также известное как 'Entreprise d’Écosse', произошло в ходе войны за испанское наследство. Франция планировала высадить на северо-востоке Шотландии 5-6 тыс. солдат для поддержки восстания якобитов и восстановления Джеймса Стюарта в качестве короля Великобритании.
Несмотря на то, что французский адмирал Клод Форбен предупреждал, что шансов уклониться от встречи с британским королевским флотом и успеть высадить войска крайне мало, его флот из мелких каперов достиг Шотландии в марте 1708 года. Как он и предсказывал, он не смог высадить войска и вернулся домой, едва избежав преследования.
Такие попытки отражали фундаментальное и продолжающееся расхождение целей: в то время как Стюарты хотели вернуть себе трон, для французов они были простым и недорогим способом расходования британских ресурсов. Большая часть королевского флота была занята преследованием Форбена, в то время как британские войска были выведены из Ирландии и Южной Англии. Это сделало операцию успешной для Франции, но провальной для якобитов.

## Предыстория
По итогам подписанного в 1697 году Рисвикского мирного договора французский король Людовик XIV признал Вильгельма III Оранского законным королём Англии и Шотландии и пообещал более не поддерживать претензии Якова II Стюарта. В июле 1701 года началась война за испанское наследство, а после смерти Якова II 16 сентября Людовик отказался соблюдать этот пункт и провозгласил королём сына покойного Джеймса Фрэнсиса Эдуарда Стюарта. Вильгельм умер в марте 1702 года, престол унаследовала дочь Якова II Анна Стюарт.

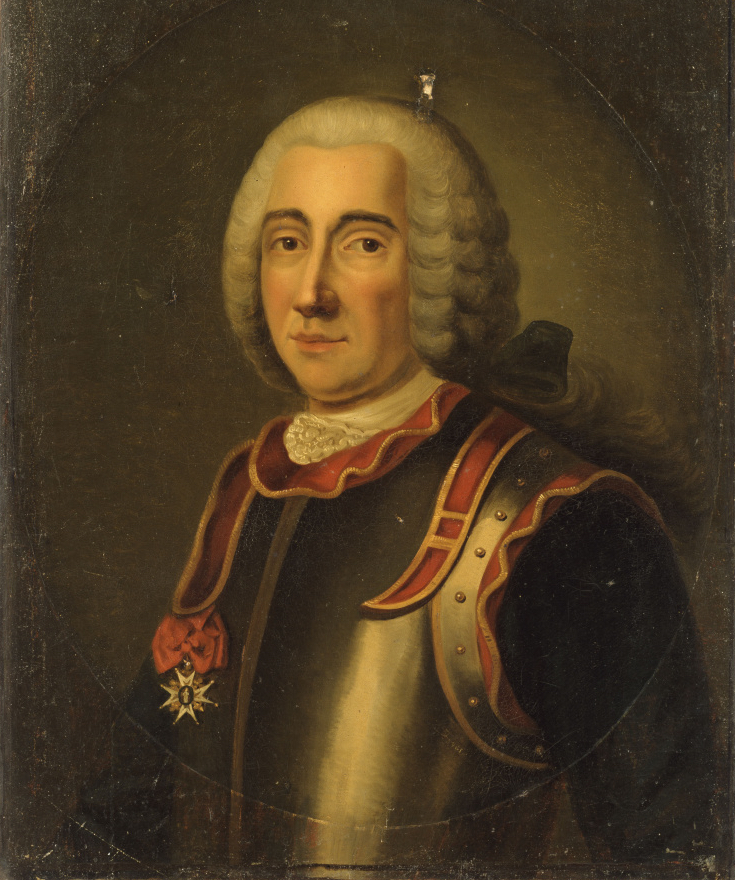
Клод Форбен

К концу 1707 года война зашла в тупик; несмотря на победы во Фландрии, союзники не смогли сломить французскую пограничную оборону или посадить своего кандидата на испанский трон. Обе стороны пытались использовать внутренние конфликты, чтобы выйти из тупика; Британия поддерживала религиозных повстанцев-камизаров на юго-западе Франции, якобиты выполняли аналогичную функцию для французов.
Агент якобитов Натаниель Хук убедил Людовика XIV в возможности поднять восстание в пользу Стюартов в Шотландии, что принудит англичан вывести войска из Европы. Акт об унии (1707) был широко непопулярен в Шотландии, в то время как французские каперы нанесли огромные убытки местной морской торговле и прибрежной рыбной промышленности. Одной из причин этого было то, что королевский флот столкнулся с многочисленными требованиями сопровождать торговые конвои и не рассматривал защиту шотландского судоходства в качестве приоритета.
В 1707 году Хук посетил Шотландию и встретился со сторонниками свергнутой династии, среди которых были граф Эррола Чарльз Хэй и Томас Бушан (предоставивший отчёты об укреплениях Форт-Уильям и Инвернессе). Высокопоставленные дворяне вроде герцога Атолла Джона Мюррея и Джеймса Гамильтона отказались от своих прежних обязательств, чему способствовала попытка Саймона Фрейзера в 1703 году вовлечь их в якобитский заговор из-за личной вражды. Однако Хук получил письмо о поддержке от Эррола, графа Пэнмура Джеймса Маула и шести других дворянами, которые ов обмен на прибытие 8 тыс. французских солдат и поставок оружия, денег, артиллерии и офицеров обещали предоставить 25 тыс. человек.
Агент якобитов Джон Кер также заявил о поддержке со стороны пресвитерианских диссидентов или камеронианцев которые «убеждены, что (Уния) принесет бесконечное количество бедствий … и сделает шотландцев рабами англичан». Эти радикалы рассматривали унию как угрозу независимости Шотландской церкви, несмотря на юридические гарантии против неё. Хотя камеронцы, безусловно, рассматривали этот вариант, на самом деле Кер был британским двойным агентом, роль которого заключалась в том, чтобы убедить их не делать этого. К ноябрю 1707 года Людовик решил, что будущее восстание заручилось достаточной поддержкой: под руководством участвовавшего в разработке вторжений 1692 и 1696 года канцлера Луи Поншартрена началось его планирование, Клод Форбен был назначен командующим военно-морской эскадрой, а граф Гасе Шарль Огюст де Гойон возглавил десантные силы.

## Последствия

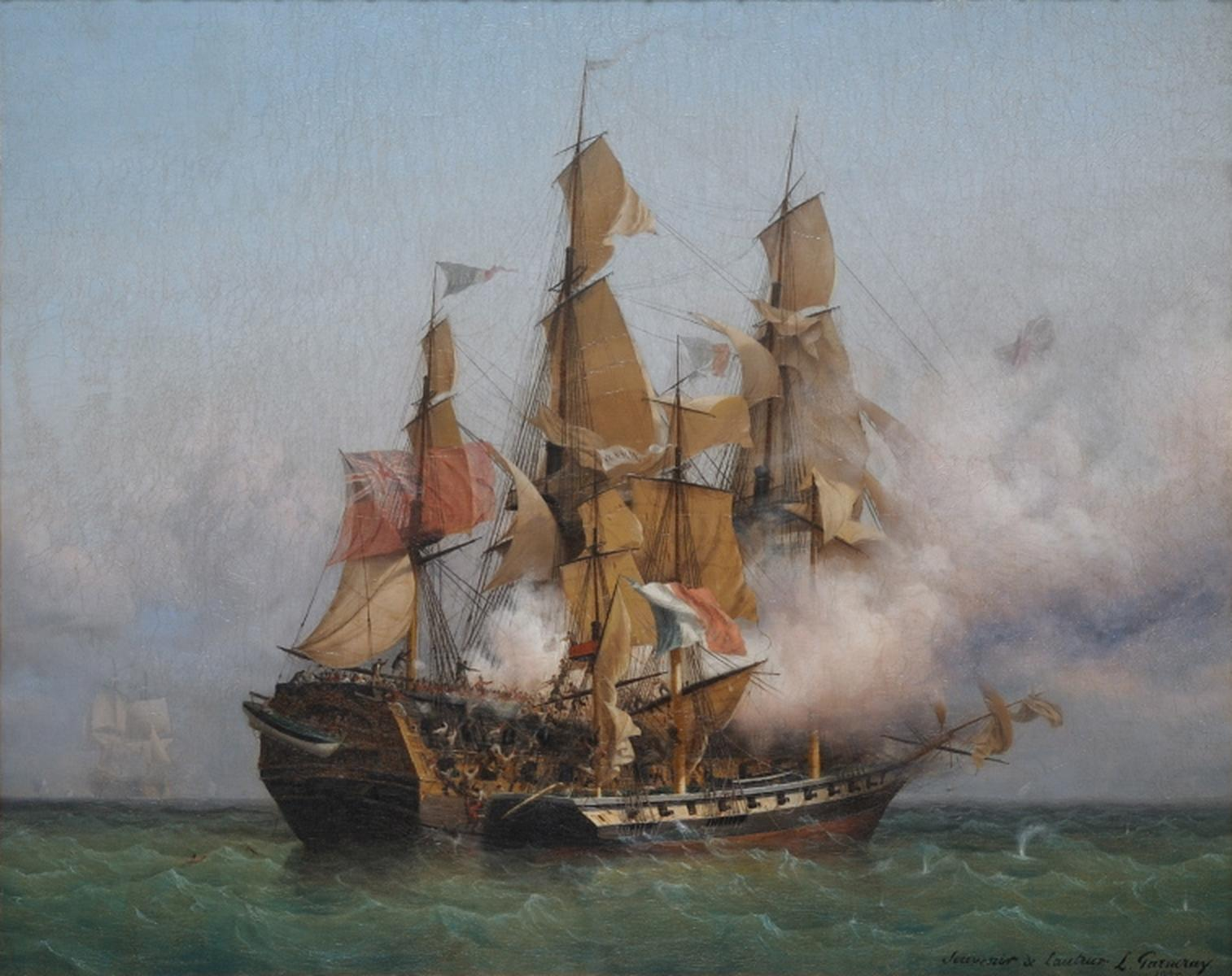
Купеческий корабль (слева) сражается с приватиром

Предназначение экспедиции между союзниками разнилось. Стюарты хотели вернуть утраченный трон, в то время как Франция они были простым и недорогим способом расходования британских ресурсов.
Сама экспедиция была ответом на военные успехи Джона Черчилла во Фландрии. Она на несколько месяцев отвлекла на себя часть голландского и британского флота, который оставался в Шотландии и после поражения восстания; в то же время британские войска были выведены из Ирландии и Южной Англии. Французская армия в 110 тыс. солдат отвоевала крупные области Испанских Нидерландов, пока не потерпела поражение при Ауденарде.
Экспедиция оправдала возлагавшиеся на неё краткосрочные планы Франции и способствовала победе поддерживавших войну вигов на первых после провозглашения унии выборах в британский парламент 1708 года. В то же время якобиты не смогли организовать полномасштабное восстание среди противников унии.